# Cystechinus
Cystechinus is een geslacht van zee-egels uit de familie Urechinidae.

## Soorten
- Cystechinus giganteus (A. Agassiz, 1898)
- Cystechinus loveni A. Agassiz, 1898
- Cystechinus wyvillii A. Agassiz, 1879